# 海普雷里鎮區 (堪薩斯州萊文沃思縣)
海普雷里鎮區（英語：High Prairie Township）為美國堪薩斯州萊文沃思縣轄下的鎮區。2010年美国人口普查中該鎮區人口有2,002人。

## 地理
海普雷里鎮區涵蓋總面積為122.23平方（47.19平方英里），其中121.88平方（47.06平方英里）為陸地，0.34平方（0.13平方英里）或0.28%為水域。海拔高度291（955英尺）。

## 人口統計
根據2010年美國人口普查，海普雷里鎮區人口有2,002人，住房774戶，人口密度為16.38人/每平方公里。此鎮區居民之種族中，白人有1,891人，非裔美國人有27人，美洲原住民有19人，亞裔美國人有14人，太平洋島裔美國人有2人，其他種族有16人，混血種族則有33人。此外此鎮區有49人為西班牙裔或拉丁裔美國人。

## 交通

### 主要公路
- 92號堪薩斯州州道